# Gromada Malinowo
Gromada Malinowo war eine Verwaltungseinheit in der Volksrepublik Polen zwischen 1954 und 1959. Verwaltet wurde die Gromada vom Gromadzka Rada Narodowa, dessen Sitz sich in Malinowo befand und der aus 13 Mitgliedern bestand.

Die Gromada Malinowo gehörte zum Powiat Bielski in der Woiwodschaft Białystok und bestand aus den Gromadas Malinowo, Nałogi, Niewino Stare und Stryki der aufgelösten Gmina Augustowo und der Gromada Niewino Borowe der aufgelösten Gmina Wyszki.

Zum 31. Dezember 1959 wurde die Gromada Malinowo aufgelöst der Nationalwald von Bielsk Podlaski und die Gebiete 78 und 81, insgesamt 49,5ha kamen zur Gromada Łubin Kościelny in die Gromada Wyszki wurden die Dörfer Niewino Borowe, Niewino Popławskie, Niewino Leśne, Niewino Stare und Niewino Kamieńskie eingegliedert sowie in die Gromada Augustowo die Dörfer Malinowo, Stryki und Nałogi.